# فرودگاه شهری ریورساید
 فرودگاه شهری ریورساید (به انگلیسی: Riverside Municipal Airport) یک فرودگاه همگانی با کد یاتا RAL است که یک باند فرود آسفالت دارد و طول باند آن ۱۶۴۶ متر است. این فرودگاه در کشور ایالات متحده آمریکا قرار دارد و در ارتفاع ۲۴۹ متری از سطح دریا واقع شده است.